# رايموند بيس ألكسندر
رايموند بيس ألكسندر (13 أكتوبر عام 1897 - 24 نوفمبر 1974) هو زعيم حقوق مدنية ومحامي وسياسي أمريكي وأول قاضٍ أمريكي من أصولٍ إفريقية يعين في محكمة بنسلفانيا للالتماسات العامة. ولد ألكسندر في مدينة فيلادلفيا في عام 1920 وترعرع فيها. أصبح أول شخص من ذوي البشرة السوداء يتخرج من كلية وارتون للأعمال. وأضحى من أبرز المحامين المدافعين عن الحقوق المدنية في فيلادلفيا بعد تخرجه من كلية هارفارد للحقوق في عام 1923. اشتهر ألكسندر باستعداده للنضال حتى حصول موكليه على حقوقٍ متساوية في قضية بيروين لإلغاء الفصل العنصري، وذلك فضلًا عن تمثيله لموكلين سود في عدد من القضايا الأخرى البارزة، ومن بينها قضية ترنتون التي اعتقل فيها ستة رجال سود بتهمة القتل في مدينة ترنتون بولاية نيوجيرسي.
بدأ ألكسندر انخراطه في السياسة بعد ترشحه لمنصب قاضٍ في محكمة الالتماسات العامة في عام 1933 وعام 1937 دون تحقيق نجاح يذكر. كذلك كان من بين المرشحين الذين أخذهم الرئيس هاري ترومان بعين الاعتبار ليشغلوا مقعدًا في الدائرة الثالثة من محكمة الاستئناف الأمريكية في عام 1949. استطاع ألكسندر في نهاية المطاف الفوز بمقعد في مجلس مدينة فيلادلفيا في عام 1951. عُين ألكسندر قاضيًا في محكمة الالتماسات العامة بعد أدائه لولايتين في مجلس المدينة، وأعيد انتخابه قاضيًا لولاية قضائية مدتها عشر سنوات في عام 1959. واصل عمله من أجل تحقيق المساواة العرقية خلال الفترة التي قضاها في حكومة البلدية. تقلد ألكسندر رتبة قاضٍ أعلى حين بلغ سن التقاعد الإلزامي في عام 1969 وتوفي في عام 1974. احتفت جامعة بنسيلفانيا بإرثه من خلال تسمية أحد مناصب الأستاذية فيها على اسمه.

## النشأة والتعليم

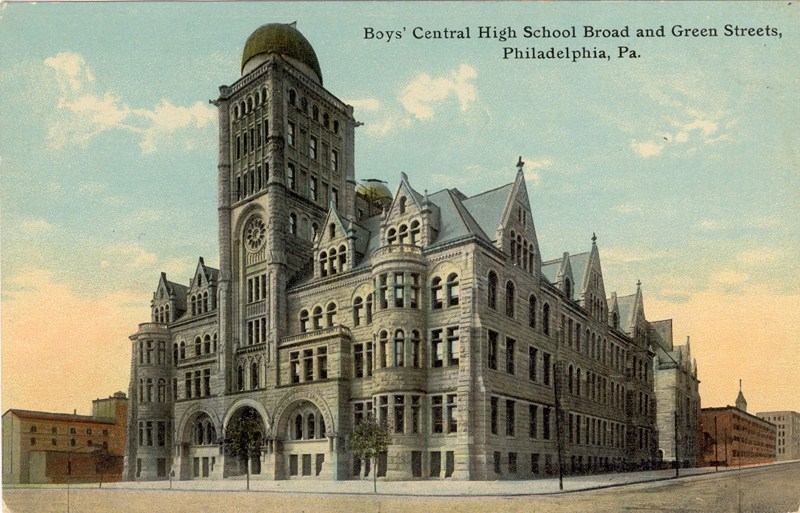
9272س

ولد ألكسندر في كنف عائلة سوداء تنتمي للطبقة العاملة في مدينة فيلادلفيا بولاية بنسلفانيا بتاريخ 13 أكتوبر عام 1897. وعلى غرار العديد من الأمريكيين المنحدرين من أصول أفريقية خلال ستينيات وسبعينيات القرن التاسع عشر فإن والداه كانا قد هاجرا من المناطق الريفية في الجنوب بحثًا عن فرص اقتصادية أفضل وهربًا من العنف المصاحب لنظام جيم كرو للفصل العنصري الذي كان قائمًا في الجنوب حينها. ولِد أبوه واسمه هيلارد بون ألكسندر عبدًا في مقاطعة ميكلينبرغ بولاية فيرجينيا، وكان ابن صاحب المزرعة التي عمل فيها. هاجر هيلارد إلى فيلادلفيا برفقة شقيقه صامويل في عام 1880. كذلك هاجرت والدة رايموند المدعوة فيرجينيا بيس إلى فيلادلفيا مع شقيقها جون شولي بيس خلال نفس العام. ولِد كل من فيرجينيا وجون عبيدًا في مقاطعة إيسكس بولاية فيرجينيا. تزوج هيلارد وفيرجينيا في فيلادلفيا في عام 1882.
كانت العائلة تعيش في الدائرة السابعة من فيلادلفيا في ما يعرف الآن بمنطقة سنتر سيتي، وذلك على سجية معظم سكان المدينة من ذوي البشرة السوداء حينها. وصف دو بويز المنطقة التي أقامت فيها عائلة ألكسندر من الحي بـ«اللطيفة والمريحة». كان والد رايموند وعمه يعطيان دروسًا في ركوب الخيل للأشخاص البيض ميسوري الحال في مدينة فيلادلفيا وضواحيها الواقعة على طول خط السكك الحديدية الرئيسي، ولكن أدى بزوغ عهد السيارات بحلول عام 1915 إلى تراجع حال عملهما وفشله في نهاية المطاف.
توفيت والدة ألكسندر على إثر إصابتها بذات الرئة في عام 1909. وبالرغم من مسارعة ألكسندر للعمل حتى يساعد في إعالة عائلته فإن والده شعر بالعجز عن توفير الرعاية الكافية لأطفاله، وأرسل رايموند وأخوته الثلاثة (ومن ضمنهم أخته فيرجينيا) للعيش مع خالتهم جورجيا وخالهم جون بيس في أحد تجمعات السود المحلية الناشئة في شمال فيلادلفيا. كانت عائلة بيس تنتمي للطبقة العاملة أيضًا ولذلك تحتم على ألكسندر مواصلة العمل خلال المرحلتين الابتدائية والثانوية من أجل المساعدة في تأمين قوت معيشة العائلة وإعالة نفسه وأخوته. كان من جملة الأعمال التي زاولها خلال هذه السنوات إنزاله للأسماك في أرصفة الموانئ وبيعه للصحف وعمله ماسحًا للأحذية لستة أيام كل أسبوع. كذلك عمل ألكسندر في دار الأوبرا المتروبولية في شمال فيلادلفيا لمدة ست سنوات بدءًا من سن السادسة عشر. قال ألكسندر مستذكرًا الوقت الذي أمضاه في دار الأوبرا في ما بعد بأنه «فتح أمامي عالمًا جديدًا» وأشار إلى فضل البيئة التي منحته «بعض الرقة والثقافة التي ميزت سنواتي اللاحقة».
التحق ألكسندر بمدرسة سنترال الثانوية وتخرج منها في عام 1917. ألقى في حفل تخرجه كلمة تحت عنوان «مستقبل الزنجي الأمريكي». التحق بجامعة بنسلفانيا بعد حصوله على منحة استحقاق دراسية، وأصبح أول شخص من ذوي البشرة السوداء يتخرج من كلية وارتون للأعمال في عام 1920. التحق ألكسندر بعدها بكلية هارفارد للحقوق. دعم ألكسندر نفسه خلال فترة دراسته في الكلية من خلال العمل كمدرس مساعد خلال العام الدراسي. وكان في أشهر الصيف يأخذ دروسًا من أجل التحضير لنيل درجة ماجستير في اختصاص العلوم السياسية من جامعة كولومبيا غير أنه لم يكمل هذه الشهادة. أعال ألكسندر نفسه حين كان في جامعة كولومبيا من خلال العمل كموظف سكك حديدية على خط ديلاوير ولاكاوانا وويسترن. بادر ألكسندر حين كان ما يزال طالبًا في كلية الحقوق إلى رفع أول دعوى تمييز على منشأة ماديسون سكوير غاردن لرفضها دخوله على أساس عرقه، وهو ما مثل خرقًا لقانون الحقوق المتساوية الخاص بولاية نيويورك. عين ألكسندر المحامي الأسود وخريج كلية هارفرد للحقوق جيمس د. مكليندون حتى يمثله في القضية نظرًا لعدم التحاقه بعد في نقابة المحامين.

## مسيرته الحقوقية
تخرج ألكسندر من كلية هارفارد للحقوق في عام 1923. وتزوج في نفس العام من زميلته السابقة في جامعة بنسيلفانيا سيدي تانر موزل التي كانت حفيدة بنجامين تاكر تانر. غدت موزل أول امرأة سوداء تنال درجة في الحقوق من جامعة بنسلفانيا في عام 1927. أنجب الاثنان ابنتين تدعيان راي وماري. اجتاز ألكسندر امتحان نقابة المحامين الخاص بولاية بنسلفانيا في عام 1923، وصار واحدًا من المحامين السود القلائل في الولاية. واجه ألكسندر صعوبة في العثور على عمل في فيلادلفيا بعد تخرجه وذلك على الرغم من مؤهلاته العديدة. عمل ألكسندر في نهاية المطاف في مكتب محاماة جون ر. ك. سكوت، وهو عضو سابق في الكونغرس من الحزب الجمهوري. إذ كان سكوت يملك مكتب محاماة صغير في المدينة. افتتح ألكسندر بعد ذلك بفترةٍ وجيزة مكتبه الخاص وركز في عمله على تمثيل السود.
سرعان ما لمع اسمه بين أبناء الأقلية السوداء في فيلادلفيا. مثّل ألكسندر لويز توماس وهي سيدة سوداء اتهمت بقتل شرطي أسود في عام 1924. استطاع ألكسندر تأمين محاكمة جديدة لتوماس بعدما اتهمتها المحكمة بالقتل وحكمت عليها بالإعدام. قضت المحكمة ببراءة توماس من التهمة في المحاكمة الجديدة التي عقدت أمام نفس القاضي، وهو ما وصفه ديفيد أ. كانتون الذي ألف كتابًا عن سيرة حياة ألكسندر بـ«الحدث الفارق في تاريخ بنسيلفانيا القانوني». رفع ألكسندر في العام ذاته دعوى تمييز على أحد أصحاب صالات العرض السينمائية في فيلادلفيا لرفضه إدخال حاملي التذاكر من ذوي البشرة السوداء. وبالرغم من خسارة ألكسندر للقضية غير أنها رفعت من سمعته كمحامٍ أسود كان على استعدادٍ للنضال حتى نيل أبناء جلدته لحقوقٍ متساوية. بدأ ألكسندر التماهي مع حركة «الزنجي الجديد» الفكرية خلال تلك الفترة تقريبًا. دعت هذه الحركة إلى الاعتماد على الذات والاعتزاز العرقي والاحتجاج على المظالم. كذلك التحق بنقابة المحامين الوطنية (إن بي إيه) وهي رابطة للمحامين السود كانت قد تشكلت حين رفضت نقابة المحامين الأمريكية قبول طلبات عضوية مؤسسي إن بي إيه. بدأ ألكسندر من خلال النقابة اللجوء إلى سبل الاحتجاج السياسي والإجراءات القانونية في نضاله لكسب حقوقٍ متساوية. انتقلت شركته التي عملت فيها زوجته وماكيو دبليو. هابرد إلى مبنى جديد يقع في شارع تشيسنت والشارع التاسع عشر.